# Lethem Airport
Lethem Airport är en flygplats i Guyana. Den ligger i regionen Upper Takatu-Upper Esseqiubo, i den södra delen av landet, söder om Lethem. Lethem Airport ligger 88 meter över havet.
Terrängen runt Lethem Airport är mycket platt. Trakten runt Lethem Airport består i huvudsak av gräsmarker.